# Fenian Ram
Il Fenian Ram fu un sommergibile progettato da John Philip Holland per l'uso da parte della Fenian Brotherhood (emanazione statunitense dell'Irish Republican Brotherhood) contro gli inglesi. Il Ram venne costruito e varato nel 1881 nei cantieri della Delamater Iron Company di New York.

## Descrizione
Il progetto del Fenian Ram è stato in parte modellato sul modello del siluro Whitehead (dal nome del suo inventore Robert Whitehead) e come questo aveva il sistema di timoneria posto sulla coda. A differenza di modelli suoi contemporanei il sistema di immersione non era a zavorra, bensì sfruttava degli alettoni e la sua velocità unita alla particolare conformazione dello scafo.
Il Fenian Ram era armato con una pistola pneumatica da 230 mm lunga 180 cm. Il sistema di utilizzo era similare a quello di un moderno sommergibile: un portello stagno di prua comandabile permetteva di caricare un siluro della lunghezza di circa 170 cm direttamente dall'interno del sommergibile, con l'aria compressa che viene utilizzata per lanciare il proiettile fuori dal tubo; per ricaricare il portellino esterno viene nuovamente chiuso e l'acqua nel tubo viene scaricata all'interno di una delle casse di zavorra.
Holland cominciò una lunga serie di test di navigazione, di immersione e di lancio siluri ma a causa di controversie sui finanziamento e sui pagamenti da effettuare l'Irish Republican Brotherhood decise di rubare il Fenian Ram e il sommergibile prototipo Holland III nel novembre del 1883; gli irlandesi presero il battello a New Haven, ma si resero conto quasi subito che nessuno sapeva come utilizzarlo: Holland fu ricontattato ma si rifiutò di porgere qualunque aiuto. L'impossibilità di utilizzo e di vendita del natante costrinse la Irish Republican Brotherhood ad abbandonare il Ram in una baracca sul fiume Mill nel New England. Il suo motore da 15 cv venne asportato e utilizzato per il funzionamento di una fucina in una fonderia dell'ottone.
Nel 1916 il Fenian Ram è stato esposto nel Madison Square Garden in occasione di una raccolta di fondi per le vittime della Sollevazione di Pasqua; successivamente fu trasferito a New York allo State Marine School. Nel 1927 Edward Browne acquistò il sommergibile e lo spostò a Paterson, dove si può ancora ammirare.
Presumibilmente come omaggio a questa imbarcazione, Frank Herbert in un romanzo di fantascienza (The Dragon in the Sea) chiama un sottomarino con il nome di "Fenian Ram".